# 東本願寺借財整理
東本願寺借財整理（ひがしほんがんじしゃくざいせいり）とは、明治時代の東本願寺が借財を抱えて政府要人に救済を要請した事件である。

## 概要
東本願寺が300万円を超す負債に動きが取れなくなり、財務の顧問内海忠勝や藤田伝三郎が斡旋の労をとったが上手く行かず、法主大谷光瑩・内局渥美契縁は広橋賢光と藤田を介して井上馨に救済方を依頼してきた。
明治35年（1902年）12月下旬、井上は片山繁雄を伴い京都に入った。東本願寺当局者はもとより利害関係ある商人も連署して井上に嘆願書を提出。井上は徹底的に財政紊乱の原因を調べ改革に着手した。
「京都の停車場に本願寺より出迎えられた馬車の立派なのを見て､
『人に財政の整理を頼まんとする者が、何の余裕あってかかる贅沢を、敢えてするとや』とて、辻馬車に乗って同寺におしかけ、朝の9時より夕の6時まで当事者より財政の情況を聞き、やがて出された食膳をみるや、癇癪球がたちまち破裂し、『是れ皆善男善女が寄進したる粒粒辛苦の物ならずや、これを思えばかかる膳部が喉に通るか』と罵倒した」と伝えられる。（高級車で迎えたが怒ってタクシーで到着する光景は今日でもありそうな事である。）
取引銀行を鴻池銀行1行に定めて利子の軽減・担保以上の借入を決議して実行した事は井上でなければ出来ない事であった。
その後、法主の生活で節約を実行しているか報告を提出するように指示しても誠意は見られなかったと伝えられている。
なお、明治38年（1905年）6月、財政紊乱問題で石川舜台前宗務総長を除名し僧籍を剥奪した。